# Knowledge acquisition and documentation structuring
KADS (knowledge acquisition and documentation structuring) est une méthode d’analyse et de modélisation des connaissances permettant de concevoir un système d’information structuré et plus particulièrement pour aider à produire des systèmes experts ou systèmes à base de connaissances (SBC ou KBS pour 'Knowledge Based Systems') capables de fournir des explications suffisamment riches de leurs connaissances et raisonnements à leurs utilisateurs.
Les Systèmes d'Information et de Communication (SIC) dits "à base de connaissances", ont été imaginés il y a une quinzaine d'années par les Etats-Majors occidentaux comme outils pour le suivi des opérations militaires et l'aide à la décision stratégique. Il apparaît progressivement que les problèmes de coopération entre les utilisateurs et ces systèmes informatiques à base de connaissance sont à prendre en compte au cœur de la conception de tels systèmes et qu'à ce titre, la méthodologie SIC relève autant des sciences cognitives et des sciences humaines que des sciences exactes.

## Cycle de modélisation KADS
KADS  se propose  de modéliser l’ensemble des connaissances d’une organisation par le biais d’un cycle d’acquisition des connaissances, le cycle de modélisation KADS :
Niveau de l’organisation :
- Modèle de l’organisation : décrit le contexte d’organisation du système
- Modèle d’application : définit le problème à résoudre
- Modèle de tâches : définit le découpage de tâches permettant la réalisation de la fonction du système et leur affectation aux différents acteurs

Niveau des savoirs :
- Modèle d’expertise : composé de deux niveaux (domaine et inférence), il s’agit d’une approche fonctionnelle des connaissances nécessaires à la résolution des tâches assignées au système
- Modèle de coopération : définit les tâches qui requièrent une coopération entre le système et les autres acteurs
- Modèle fonctionnel/conceptuel : il s’agit de la réunion des modèles d’expertise et de coopération

Niveau des symboles :
- Modèle de conception détaillée : ce modèle spécifie les choix de conception des méthodes de représentation et de manipulation des connaissances que le système doit utiliser pour implémenter le modèle conceptuel

## Niveaux d'expertise
On distingue quatre niveaux d’expertise de KADS :
- le niveau domaine : des structures relient les concepts et leurs attributs. Pour résoudre un problème, on peut regrouper des relations à l’aide de modèles. Ainsi, le niveau domaine rassemble la connaissance indépendamment de toute utilisation ;
- le niveau d’inférence : il contient les connaissances qui permettent la classification et la comparaison des données du niveau domaine. Ce niveau autorise la résolution de problèmes sur des thèmes précis ;
- le niveau tâche : il décrit les opérations et les processus qu’effectuent les acteurs du système de gestion des connaissances pour atteindre un objectif donné. Une tache se décrit à l’aide d’un but, de termes de contrôle, d’une structure de tâche et d’une structure d’inférence ;
- Le niveau stratégie : il explicite la démarche permettant la résolution de cas.

La méthode KADS est focalisée sur les méthodes de résolution des problèmes et peut même aboutir à un système d'aide à la décision. Elle permet une gestion accrue des connaissances, notamment des modèles de raisonnement.